# Ken Davitian
Kenneth Davitian (ur. 19 czerwca 1953 w Los Angeles) – amerykański aktor pochodzenia ormiańskiego.
Najbardziej znany z roli producenta Azamata Bagatova w komedii: Borat: Podpatrzone w Ameryce, aby Kazachstan rósł w siłę, a ludzie żyli dostatniej z 2006 roku. Davitian przez cały film mówi w zachodniej odmianie dialektu ormiańskiego.

## Filmografia
- 2011: Artysta (The Artist) jako właściciel lombardu
- 2011: You may not kiss the Bride jako Vladko Nikitin (chorwacki mafiozo)
- 2009: Lonely Street jako właściciel motelu
- 2009: Not Forgotten jako ojciec Salinas
- 2009: Let the Game Begin jako Eric Banks
- 2009: The Prankster jako Stavros Karas
- 2008: Stone & Ed jako Senor Gordo
- 2008: Dorwać Smarta (Get Smart) jako Shtarker
- 2008: Float jako Vahig Manoogian
- 2008: Poznaj moich Spartan (Meet the Spartans) jako Kserkses
- 2007: Lucky you – Pokerowy blef (Lucky You) jako gracz w pokera
- 2007: On Bloody Sunday jako Grandpa
- 2006: Borat: Podpatrzone w Ameryce, aby Kazachstan rósł w siłę, a ludzie żyli dostatniej (Borat: Cultural Learnings of America for Make Benefit Glorious Nation of Kazakhstan) jako Azamat Bagatov
- 2006: Reel Comedy: Borat Moviefilms Special Preview jako Azamat Bagatov
- 2004: L.A. Twister jako Walter
- 2003: S.W.A.T. Jednostka Specjalna jako wuj Martin Gascoigne
- 2003: Odwet (A Man Apart) jako Ramon Cadena
- 2003: Kto pod kim dołki kopie... (Holes) jako Igor Barkov
- 2002: May jako lekarz
- 2002: Boris jako sprzedawca w lombardzie
- 2000: Zaginiony przedmiot (Missing Pieces) jako Jorge
- 1994: Milczenie baranów (The Silence of the Hams) jako Luciano Pavarotti
- 1993: Zabójca jakuzów (Red Sun Rising) jako kierowca taksówki
- 1992: Maximum Force jako Otyły mężczyzna
- 1991: Świntuszyć po zmroku (Talkin' Dirty After Dark) jako Seat Mate
- 1977: American Raspberry jako Tłusty Barman

### Seriale
- 2003–2004: Line of Fire jako Zach
- 2002–2008: Świat gliniarzy (The Shield) jako Stary Ormianin
- 2002–2003: Puls miasta (Boomtown) jako Właściciel slepu jubilerskiego
- 2001–2005: Sześć stóp pod ziemią (Six Feet Under) jako Krikor Hovanessian
- 2000–2007: Kochane kłopoty (Gilmore Girls) jako Jesus
- 2000–2006: Życie przede wszystkim (Strong Medicine) jako Cabbie
- 1998–2004: Jak pan może, panie doktorze? (Becker) jako Taksówkarz
- 1997–1998: C-16: FBI jako Prof. David Amir
- 1994–2009: Ostry dyżur (ER) jako Zakar Papazian